# Барбара Валентин
Барбара Валентин (нім. Barbara Valentin, справжнє ім'я Урсула Ледерштегер (Ursula Ledersteger); 15 грудня 1940, Відень — 22 лютого 2002, Мюнхен) — австрійська актриса.

## Біографія
Барбара Валентин народилася в родині сценографа Ганса Ледерштегера і актриси Ірмгард Альберти. Після закінчення акторської школи в кінці 1950-х років її помітив кінопродюсер Вольф. К. Хартвіг. Дебютним фільмом Валентин стала стрічка "Du Gehörst Mir" 1958 року. За пишні форми Барбару Валентин прозвали «чудо-бюстом» і записали в секс-бомби. Барбара Валентин відома романами з багатьма відомими і заможними чоловіками, вважалася скандальною особистістю.
Характерною актрисою Барбара Валентин стала тільки завдяки співпраці з Райнером Вернером Фасбіндером. Вона зіграла в екранізації роману Теодора Фонтане «Еффі Бріст», у фільмах «Марта», «Лілі Марлен» і «Світ на дроті».
Барбара Валентин була в першому шлюбі з берлінським підприємцем Рольфом Людером, у 1963 році у них народився син Ларс Олівер. Другим чоловіком Валентин став адвокат д-р Ернст Райхардт, у цьому шлюбі народилася дочка Мінкі. Третій шлюб Барбара Валентин уклала в 1976 році з кінорежисером Гельмутом Дитлем. У засобах масової інформації неодноразово повідомлялося про наркотичну залежність Барбари Валентин. Короткий роман пов'язував Барбару Валентин з підприємцем Рольфом Еденом. У 1980-х роках Валентин була у зв'язку зі співаком Фредді Мерк'юрі, який тепло відгукувався про ці відносини. Після його смерті Барбара Валентин активно брала участь у боротьбі з ВІЛ-інфекцією. Знялася в кількох музичних кліпах.
Барбара Валентин померла від крововиливу в мозок і була похована на Східному кладовищі в Мюнхені.

## Вибрана фільмографія
- 1960: Жахи павучого острова / Ein Toter hing im Netz
- 1973: Світ на дроті / Welt am Draht
- 1974: Страх з'їдає душу / Angst essen Seele auf
- 1974: Кулачне право свободи / Faustrecht der Freiheit
- 1980: Берлін Александерплац / Berlin Alexanderplatz
- 1981: Лілі Марлен / Lili Marleen
- 1983: Острів кривавої плантації / Die Insel der blutigen Plantage